# リターン・オブ・ザ・ブレッカー・ブラザーズ
『リターン・オブ・ザ・ブレッカー・ブラザーズ』（Return of the Brecker Brothers）は、アメリカ合衆国のフュージョン・バンド、ブレッカー・ブラザーズが1992年に発表した6作目のスタジオ・アルバム。

## 背景
ランディ・ブレッカーとマイケル・ブレッカーの兄弟は、1982年にブレッカー・ブラザーズ名義での活動を停止し、本作は約10年ぶりの復帰作に当たる。「ソング・フォー・バリー」は、トロンボーン奏者のバリー・ロジャースに捧げられた曲で、ロジャースがエディ・パルミエリのアルバム『ザ・サン・オブ・ラテン・ミュージック』収録曲「Un Dia Bonito」で演奏したソロからの抜粋が含まれている。

## 反響・評価
アメリカでは、総合アルバム・チャートのBillboard 200入りは逃したが、『ビルボード』のコンテンポラリー・ジャズ・アルバム・チャートでは5位に達した。第35回グラミー賞では、本作が最優秀コンテンポラリー・ジャズ・パフォーマンス賞（インストゥルメンタル）にノミネート、収録曲「ビッグ・アイディア」が最優秀R&Bインストゥルメンタル・パフォーマンス賞にノミネートされ、ランディは個人として「アバヴ・アンド・ビロウ」の演奏で最優秀ジャズ・インストゥルメンタル・ソロ賞にノミネートされた。
Thom Jurekはオールミュージックにおいて5点満点中3.5点を付け「すぐに古臭くなるような、プログラムによる大仰なビートも含まれているが、デニス・チェンバースのドラムスと力強いホーンは、それを補う以上の効果があり、ブレッカー兄弟が個々に、あるいは二人で共作した曲の品質は、時代を超えると言っていい」「創造性に関してもサウンドに関しても、1990年代のスムーズジャズのお洒落な路線を取り入れておらず、ブレッカー・ブラザーズの復帰作にふさわしい内容となった」と評している。

## トラック・リスト
特記なき楽曲はランディ・ブレッカー作。
| #   | タイトル                                                                                   | 作詞 | 作曲・編曲 | 時間 |
| --- | ------------------------------------------------------------------------------------------ | ---- | ---------- | ---- |
| 1.  | 「ソング・フォー・バリー - Song for Barry」(Michael Brecker)                               |      |            | 5:08 |
| 2.  | 「キング・オブ・ザ・ロビー - King of the Lobby」(M. Brecker)                               |      |            | 5:21 |
| 3.  | 「ビッグ・アイディア - Big Idea」(Randy Brecker, M. Brecker, Mary Kessler, Robbie Kilgore) |      |            | 4:20 |
| 4.  | 「アバヴ・アンド・ビロウ - Above & Below」                                                 |      |            | 7:05 |
| 5.  | 「ザッツ・オール・ゼア・イズ・トゥ・イット - That's All There Is to Do」                   |      |            | 5:29 |
| 6.  | 「ワカリア（ホワッツ・アップ?） - Wakaria (What's Up?)」(M. Brecker)                       |      |            | 5:27 |
| 7.  | 「オン・ザ・バックサイド - On the Backside」(R. Brecker, M. Brecker)                       |      |            | 6:26 |
| 8.  | 「ソズィーニョ（アローン） - Sozinho (Alone)」                                             |      |            | 7:38 |
| 9.  | 「スフィリカル - Spherical」(M. Brecker)                                                   |      |            | 5:58 |
| 10. | 「グッド・グレイシャス - Good Gracious」                                                   |      |            | 5:13 |
| 11. | 「ROPPONGI - Roppongi」                                                                    |      |            | 4:58 |

## パーソネル
- ランディ・ブレッカー - トランペット、フリューゲルホルン、ボーカル
- マイケル・ブレッカー – テナー・サクソフォーン、ソプラノ・サクソフォーン、AKAI EWI、キーボード、シンセサイザー・プログラミング
- デイヴィッド・サンボーン - アルト・サクソフォーン(on #2)
- マイク・スターン - ギター(on #1, #2, #4, #8, #9, #10, #11)
- ディーン・ブラウン - ギター(on #2, #5, #11)
- ジョージ・ウィッティ - キーボード(on #1, #2, #4, #5, #6, #8, #9, #10, #11)、ローズ・ピアノ(on #3)、ピアノ(on #7)、プログラミング(on #7, #9, #11)
- メアリー・ケスラー - キーボード、ドラム・プログラミング(on #3, #7)
- ロビー・キルゴア - ローズ・ピアノ(on #3)、ピアノ(on #7)、シンセベース(on #3, #7)
- アルマンド・サバル＝レッコ - ベース(on #1, #5, #6)、ピッコロ・ベース(on #1, #6)、ドラムス(on #6)、パーカッション(on #6)、ボーカル(on #1, #6)
- ジェイムス・ジナス - ベース(on #4, #8, #10, #11)、アコースティック・ベース(#7, #8)
- ウィル・リー - ベース(on #9)、ボイス(on #5)
- マックス・ライゼンフーヴァー - プログラミング(on #1, #2, #6)、シンバル(on #6, #8)
- デニス・チェンバース - ドラムス(on #4, #5, #6, #8, #9, #10, #11)
- ドン・アライアス - パーカッション(on #1, #8, #9, #11)
- バシリ・ジョンソン（英語版） - パーカッション(on #4)
- ヴィーラ - ボイス(on#2, #3)
- マルコム・ポラック - ボイス(on #5)